# 金用雨
金 用雨（キム・ヨンウ、김용우、1912年4月29日 - 1985年9月13日）は、日本統治時代の朝鮮および大韓民国の教員、公務員、政治家、外交官。第6代国防部長官、第2代韓国国会議員、第11代大韓赤十字社総裁などを歴任した。
本貫は旧安東金氏。号は三儂（サムノン、삼농）、児名は在用。

## 経歴
ソウル市西大門区出身。1930年培材高等普通学校卒、1934年に延禧専門学校（現・延世大学校）数物科文科修了。南カリフォルニア大学卒、1939年同大学院数物科修了。解放前は淑明女子大、培材大で教師を務めた。光復後は1945年にソウル特別市長顧問、1946年にソウル特別市厚生局長を経て、中央技術教育委員会事務総長、中央管財庁運営署長、大韓住宅営団（現・韓国土地住宅公社）理事長を歴任し、1950年の第2代総選挙で西大門甲選挙区から無所属で出馬し、国会議員に当選し、国会保健社会委員長を務めた。1954年に第3代民議院事務総長、1955年に国防部次官、1956年に第6代国防部長官、1957年に駐イギリス大使、1958年に国際海洋法会議韓国首席代表、1959年に韓国反共青年団団長、1962年に国際テニスクラブ会長、5・16奨学会理事、ソウル中央キリスト教青年会連盟総務、韓国文化放送株式会社社長、国連総会韓国代表、1963年に民主共和党中央常務委員・政策委員会議長、1965年にソウルカントリークラブ理事、1968年に韓国ボーイスカウト連盟事務総長、1971年に大韓体育会会長、大韓オリンピック委員会委員長、大韓赤十字社副総裁、1972年に大韓赤十字社総裁、そのほか自由党組織部長を務めた。国会議員在任中は労働組合法、労働紛争法、勤労基準法を制定した。

## エピソード
1962年12月31日に逓信部から民営テレビ放送の許可を取得したが、資金難により李秉喆に譲渡した。李はその姻戚の具仁会と共に経営し、後の東洋放送となった。